# Therion (geslacht)
Therion is een geslacht van vliesvleugelige insecten dat behoort tot de familie van de gewone sluipwespen (Ichneumonidae). De wetenschappelijke naam werd voor het eerst geldig gepubliceerd door John Curtis in 1829-30. Hij duidde  Ichneumon circumflexum Linnaeus, 1758 als typesoort aan.
Curtis publiceerde een beschrijving van het geslacht en van de soort Therion amictum (=Heteropelma amictum) in zijn British Entomology – being illustrations and descriptions of the genera of insects found in Great Britain and Ireland.
Dit geslacht komt voor in het Holarctisch gebied; sommige soorten komen ook voor in Centraal-Amerika en Zuidoost-Azië.

## Soorten[2]
- Therion brachypodicum
- Therion brevicorne
- Therion californicum
- Therion circumflexum
- Therion ericae
- Therion fuscipenne
- Therion giganteum
- Therion inusitatum
- Therion magnum
- Therion minutum
- Therion morio
- Therion mussouriense
- Therion nigripes
- Therion nigrovarium
- Therion petiolatum
- Therion ranti
- Therion rufomaculatum
- Therion sassacus
- Therion tarsatum
- Therion tenuipes
- Therion texanum
- Therion unguiculum
- Therion wileyi